# Aly Abeid
Yacoub Aly Abeid (Nuakchot, 11 de diciembre de 1997) es un futbolista mauritano que juega en la demarcación de defensa en el CFR Cluj de la Liga I.

## Trayectoria
Formado en las categorías inferiores del ASAC Concorde. En 2014, el futbolista de origen mauritano fue captado por la secretaría técnica del Levante U. D. en el Torneo internacional de fútbol sub-20 de la Alcudia (COTIF) (que disputó con la selección de fútbol de Mauritania) para integrarse en el equipo juvenil del Levante. Durante las temporadas 2016-17 y 2017-18 formaría parte del Atlético Levante Unión Deportiva para competir en Tercera División.  
El 15 de abril de 2018 debutó como titular en Primera División en las filas del Levante U. D. en el partido de LaLiga ante el Atlético de Madrid en el Wanda Metropolitano, siendo en el trigésimo tercer futbolista de la plantilla en jugar con el Levante durante la temporada 2017-18. En julio de ese mismo año se convirtió en nuevo fichaje de la A. D. Alcorcón para la temporada 2018-19 en calidad de cedido y compaginaría el filial con el primer equipo.
Un año después, al inicio de la temporada 2019-20, el club valenciano lo dejó sin ficha para su equipo filial. En el mercado invernal de dicha temporada marchó libre al equipo francés del Valenciennes F. C. Allí estuvo hasta junio de 2022, momento en el que se fue a Rumania para jugar en el F. C. UTA Arad.
El 13 de febrero de 2024 firmó con el CFR Cluj en Rumanía.

## Palmarés

### Títulos nacionales
| Título          | Club     | País    | Año  |
| --------------- | -------- | ------- | ---- |
| Copa de Rumania | CFR Cluj | Rumania | 2025 |